# NGC 5988
NGC 5988 је спирална галаксија у сазвежђу Змија која се налази на NGC листи објеката дубоког неба.
Деклинација објекта је + 10° 17' 35" а ректасцензија 15h 44m 33,8s. Привидна величина (магнитуда) објекта NGC 5988 износи 14,2 а фотографска магнитуда 14,9. NGC 5988 је још познат и под ознакама UGC 9998, MCG 2-40-12, CGCG 78-58, PGC 55921.